# Систем кепітал менеджмент
ТОВ «System Capital Management» (SCM) (укр. ПрАТ «Систем Кепітал Менеджмент», СКМ, латиніз.: PrAT 'System Capital Management', SCM) — міжнародна інвестиційна компанія. Її підприємства та холдинги працюють в Україні, Польщі, Хорватії, Румунії, Греції, Іспанії, Італії, Болгарії, Британії та США.
SCM інвестує в гірничо-металургійну галузь (Metinvest B.V. (Нідерланди)), енергетику (DTEK B.V. (Нідерланди)), видобуток корисних копалин, банківський та фінансовий сектор (ПУМБ), телекомунікації (Укртелеком), нерухомість (ЕСТА Холдінг), роздрібну торгівлю (ЦУМ Київ), сільське господарство (HarvEast), а також сферу логістики (Лемтранс).

## Власник і керівництво
Єдиним власником та інвестором SCM є український олігарх Рінат Ахметов. Олег Попов здійснює управління всією інвестиційною групою SCM з 2006 року та очолює з листопада 2018 року її основну інвестиційну компанію — SCM Holdings Limited. Олег Попов та інші члени інвестиційної команди представляють інтереси SCM як в інвестиційних комітетах компаній SCM, так і в наглядових радах бізнесів.

## Історія
Компанію засновано 15 листопада 2000 року у Донецьку.
У ході розпочатої у 2006 році програми корпоративної реструктуризації окремі операційні активи SCM були об'єднані у галузеві холдинги, яким було передано права на володіння та управління ними. Так було сформовано два основні холдинги — Метінвест (гірничо-металургійний бізнес) та ДТЕК (енергетичний бізнес). Також змінилася роль SCM у системі управління компанії: від операційного управління окремими активами вона перейшла до стратегічного управління сформованими галузевими холдингами чи напрямками бізнесу.

## Діяльність компанії
У інвестиційний портфель SCM входить близько 250 активно діючих підприємств і компаній, що працюють у гірничо-металургійній, енергетичній, телекомунікаційній галузях, у банківському секторі, у сфері нерухомості й інших галузях економіки.

### Структура
Корпоративне управління SCM виконують ПрАТ Систем Кепітал Менеджмент (стратегічне управління), SCM Holdings Ltd. (володіння корпоративними правами активів SCM)
Список підприємств, в яких СКМ є мажоритарним акціонером та володіє 50 % чи більше відсотками компанії:
- Метінвест Холдинг — компанія, що управляє гірничо-металургійними активами СКМ
  - Краснодонвугілля
  - Північний гірничо-збагачувальний комбінат
  - Центральний гірничо-збагачувальний комбінат
  - Інгулецький гірничо-збагачувальний комбінат
  - Металургійний комбінат «Азовсталь»
  - Маріупольський металургійний комбінат імені Ілліча
  - Авдіївський коксохімічний завод
  - Ferriera Valsider (Італія)
  - Metinvest Trametal (Італія)
  - Spartan UK (Велика Британія)
  - United Coal Company (США)
  - Promet Steel (Болгарія)
- ДТЕК — компанія, що управляє енергетичними активами СКМ
  - Видобуток вугілля
    - ПАТ «ДТЕК Павлоградвугілля» (шахти «Степова», «Ювілейна», «Павлоградська», «Терновська», «Самарська», «Дніпровська», ім. Героїв Космосу, «Західно-Донбаська», ім. М. І. Сташкова, «Благодатна»)
    - ПАТ "ДТЕК Шахта «Комсомолець Донбасу»
    - ТОВ «ДТЕК Добропіллявугілля» (шахти «Алмазна», «Белицька», «Добропільська», «Новодонецька», «Піонер»)
    - ТОВ «ДТЕК Свердловантрацит» (шахти «Должанська-Капітальна», ім. Я. М. Свердлова, «Червоний партизан», «Харківська», «Центросоюз»)
    - ТОВ «ДТЕК Ровенькиантрацит» (шахти № 81 «Київська», ім. В. В. Вахрушева, ім. Ф. Е. Дзержинського, ім. Космонавтів, ім. М. В. Фрунзе, «Ровеньківська»)
    - ТДВ «Шахта Білозерська» — 95,4 % акцій
    - ВАТ "Шахтоуправління «Обухівське»
    - ВАТ «Донській антрацит»
    - ТОВ «Сулинантрацит» (66,67 % акцій, шахта в консервації).

  - Збагачення вугілля
    - ТОВ "ЦЗФ «Павлоградська»
    - ТОВ "ЦЗФ «Кураховська»
    - ПАТ «ДТЕК Добропільська ЦЗФ»
    - ПАТ «ДТЕК Жовтнева ЦЗФ»
    - ТОВ «Моспінське вуглепереробне підприємство»
    - ТОВ «ДТЕК Свердловантрацит» (збагачувальні фабрики «Червонопартизанська», «Свердловська», «Центросоюз»)
    - ТОВ «ДТЕК Ровенькиантрацит» (збагачувальні фабрики «Вахрушевська», «Комендантська», «Ровеньківська»)
    - ВАТ "Шахтоуправління «Обухівське»

  - Генерація електроенергії
    - ТОВ «ДТЕК Східенерго» (Луганська, Зуївська, Кураховська ТЕС)
    - ПАТ «ДТЕК Дніпроенерго» — 72,9 % акцій (Придніпровська, Криворізька, Запорізька ТЕС)
    - ПАТ «Київенерго» — 71,82 % акцій
    - ПАТ «ДТЕК Західенерго» — 70,91 % акцій (Бурштинська, Добротвірська, Ладижінська ТЕС)
    - ТОВ «Вінд Пауер»

  - Дистрибуція електроенергії
    - ПАТ «ДТЕК ПЕМ-Енерговугілля»
    - ТОВ «Сервіс-Інвест»
    - ПАТ «ДТЕК Донецькобленерго» — 70,65 % акцій
    - ПАТ «Київенерго» — 71,82 % акцій
    - ПАТ «ДТЕК Дніпрообленерго» — 51,5 % акцій
    - ПАТ «ДТЕК Крименерго» — 57,49 % акцій

  - Машинобудування Corum Group
    - ВАТ «Каменський машинобудівний завод» (Росія)
    - ТОВ «Інженерно-технічний центр»
    - ТОВ «Гірські машини — Система якості»

  - Трейдингові операції
    - ТОВ «ДТЕК Трейдинг» (реалізація вугільної продукції)
    - ТОВ «ДТЕК Пауер Трейд» (розвиток експорту та торгівлі електроенергії)

  - Розвідка та видобуток вуглеводнів
    - ТОВ «ДТЕК Нафтогаз»
    - «Венко Прикерчінська Лтд.» (асоційоване підприємство)
    - ПрАТ «Нафтогазвидобування» (контрольний пакет акцій)

  - Інші підприємства
    - ТОВ «Першотравневий ремонтно-механічний завод» (ремонт гірнічно-шахтного обладнання)
    - ТОВ «Соціс» (управління об'єктами соціальної сфери)
    - ТОВ «ДТЕК Сервіс» (сервісні послуги підприємствам ДТЕК)

  - Перший Український Міжнародний Банк (ПУМБ)
- Укртелеком — оператор фіксованого та мобільного зв'язку
- Медіа Група Україна[4] (2010—2022)
  - Телеканал «Україна»
  - Телеканал «НЛО TV»
  - Телеканал «Індиго TV»
  - Футбол 1
  - Футбол 2
  - Футбол 3
  - Телеканал «Донбас»
  - Телеканал «Сігма ТБ»
  - Компанія «Digital Screens» (Інтернет-відеосервіс oll.tv)
  - Сьогодні Мультимедіа
  - Приазовський робочий
  - Газета «РІО»
  - Типографія в м. Вишгород
  - Портал Segodnya.ua
  - Журнал і сайт Vogue
- Еста Холдинг — компанія, що управляє активами у сфері нерухомості
  - Готель «Опера»

- umgi — інвестиційна компанія, що працює за моделлю private equity. 
  - VESCO Group
  - INTECH
  - INWIRE Group
  - PORTINVEST LOGISTIC
  - ПАТ «ПВП «Кривбасвибухпром»»
  - Recycling Solutions
  - ARNOX
  - FEEDNOVA
  - Українські мінеральні добрива
  - REGEN

- - ЦУМ (Київ)
- Лемтранс[5]
- HarvEast Holding — компанія, що управляє сільськогосподарськими активами групи СКМ та ін.

Також до групи СКМ входить футбольний клуб «Шахтар».

## Реструктуризація СКМ
У ході розпочатої в 2006 році програми корпоративної реструктуризації окремі операційні активи групи СКМ були об'єднані в галузеві холдинги, яким було передано права на володіння і управління активами. Так було сформовано основні холдинги групи СКМ — Метінвест (гірничо-металургійний бізнес), ДТЕК (енергетичний бізнес), ЕСТА (нерухомість), Сьогодні-Мультимедія (видавничий бізнес), Гірничі машини (машинобудування) та інші. Останніми у 2011 році у групі СКМ з'явилися холдингові компанії Портінвест (транспортний бізнес)
 та Harveast Holding (сільськогосподарський бізнес у партнерстві з групою Смарт-Холдинг). Також змінилася роль компанії СКМ в системі управління групою: від операційного управління окремими активами вона перейшла до стратегічного управління сформованими галузевими холдингами або напрямками бізнесу групи.

## Діяльність в умовах російської воєнної агресії
З початку війни SCM з БФ Фонд Ріната Ахметова і ФК «Шахтар» спрямували 2,1 млрд грн допомоги для українців.
- «Лемтранс» виділив 20 млн грн допомоги ЗСУ і 650 тис. грн для ТрО[9].

SCM створювали мережу перевізників для постачання гуманітарної допомоги.

### Постраждалі через війну активи
Луганська ТЕС. Напередодні вторгнення під час ескалації в ОРДЛО 22 лютого була обстріляна Луганська ТЕС ДТЕК. ЛуТЕС є основним джерелом тепло- і та електроенергії в області
.
Заводи «Азовсталь» і «ММК імені Ілліча». Обидва підприємства тимчасово зупинені.
Завод АКХЗ. 13 березня Авдіївський коксохімічний завод піддався масованому обстрілу. Снаряди пошкодили два коксохімічні цехи й деякі об'єкти на території підприємства. Потерпілих немає.

## Захист активів у міжнародних судах
Починаючи з 2014 року SCM вимагає відповідальності Росії за її злочини у всіх можливих міжнародних та українських інстанціях. 
У 2018 році вже було подано позов до арбітражного суду в Гаазі з енергетичних активів ДТЕК в анексованому Криму.
У 2022 році Рінат Ахметов подав позов до Європейського суду з прав людини проти російської федерації щодо вжиття термінових заходів і компенсації збитків у зв’язку з блокадою, мародерством, знищенням і перенаправленням потоків зернових і металів із боку росії.
У квітні 2023 року було ініційовано арбітраж щодо компенсації росією всіх збитків, заподіяних внаслідок втручання у діяльність або експропріацію активів та інвестицій так званими «ДНР» та «ЛНР» під керівництвом чи контролем росії у 2014-2017 роках.
У листопаді 2023 року Міжнародний арбітражний суд у Гаазі повністю задовольнив позов ДТЕК проти Росії за захоплені активи в незаконно анексованому Криму. Арбітраж присудив Росії виплатити ДТЕК компенсацію збитків у розмірі $267 млн, що включає відсотки та судові витрати на дату рішення. Нарахування відсотків триватиме аж до повної сплати всієї суми збитків.